# Українська робітнича організація
Українська Робітнича Організація (УРО) в Канаді, ліва громадсько-політична організація, що її члени у середині 1930-их pp. у зв'язку з національною політикою КПРС і репресіями в УРСР відокремилися від комуністичного Товариства «Український робітничо-фермерський дім». 
Заснована спершу як Федерація Українських Робітничо-Фармерських Організацій (1935), згодом існувала як Союз Українських Організацій (1936 — 40), а далі прийняла назву УРО. Керівним діячем і першим головою був Данило Лобай (до 1966), пізніше Тома Кобзей. Інші діячі: С. Хвалібога, Т. Кульчицький. Постання і діяльність УРО значно послабило радянофільський табір у Канаді; УРО видавала гостро антирадянські газети «Правда» (1938 — 40) і «Вперед». Належала до співзасновників Комітету Українців Канади.